# Meridiano 85 oeste
El meridiano 85 oeste de Greenwich es una línea de longitud que se extiende desde el Polo Norte atravesando el Océano Ártico, América del Norte, el Golfo de México, el Mar Caribe, América Central, el Océano Pacífico, el Océano Antártico y la Antártida hasta el Polo Sur.
El meridiano 85 oeste forma un gran círculo con el meridiano 95 este.

## De Polo a Polo
Comenzando en el Polo Norte y dirigiéndose hacia el Polo Sur, el meridiano 95 oeste pasa a través de:
| Coordenadas                       | País, territorio o mar   | Notas |
| --------------------------------- | ------------------------ | --- |
| 90°0′N 85°0′O / 90.000, -85.000   | Océano Ártico            | |
| 82°28′N 85°0′O / 82.467, -85.000  | Canadá                   | Nunavut — Isla de Ellesmere e Isla Axel Heiberg |
| 79°15′N 85°0′O / 79.250, -85.000  | Eureka Sound             | |
| 78°54′N 85°0′O / 78.900, -85.000  | Canadá                   | Nunavut — Isla de Ellesmere, Isla Hoved e Isla de Ellesmere de nuevo |
| 76°17′N 85°0′O / 76.283, -85.000  | Estrecho de Jones        | |
| 75°40′N 85°0′O / 75.667, -85.000  | Canadá                   | Nunavut — Isla Devon |
| 74°38′N 85°0′O / 74.633, -85.000  | Canal de Parry           | |
| 73°47′N 85°0′O / 73.783, -85.000  | Canadá                   | Nunavut — Isla de Baffin |
| 73°21′N 85°0′O / 73.350, -85.000  | Canadá                   | Nunavut — Isla de Baffin |
| 70°5′N 85°0′O / 70.083, -85.000   | Estrecho de Fury y Hecla | |
| 69°48′N 85°0′O / 69.800, -85.000  | Canadá                   | Nunavut — Península de Melville, Isla White e Isla de Southampton |
| 63°10′N 85°0′O / 63.167, -85.000  | Bahía de Hudson          | |
| 55°16′N 85°0′O / 55.267, -85.000  | Canadá                   | Ontario |
| 47°35′N 85°0′O / 47.583, -85.000  | Lago Superior            | |
| 46°46′N 85°0′O / 46.767, -85.000  | Estados Unidos           | Míchigan |
| 46°0′N 85°0′O / 46.000, -85.000   | Lago Míchigan            | |
| 45°39′N 85°0′O / 45.650, -85.000  | Estados Unidos           | Míchigan Indiana — from 41°45′N 85°0′O / 41.750, -85.000 Kentucky — from 38°46′N 85°0′O / 38.767, -85.000 Tennessee — desde 36°37′N 85°0′O / 36.617, -85.000 Georgia — desde 35°0′N 85°0′O / 35.000, -85.000 Alabama — desde 32°31′N 85°0′O / 32.517, -85.000 Georgia — durante aprox. 3 km desde 32°21′N 85°0′O / 32.350, -85.000 Alabama — desde 32°19′N 85°0′O / 32.317, -85.000 Georgia — desde 32°11′N 85°0′O / 32.183, -85.000 Florida — desde 31°0′N 85°0′O / 31.000, -85.000 |
| 29°36′N 85°0′O / 29.600, -85.000  | Golfo de México          | Pasando al oeste de Cuba (en 21°52′N 84°57′O / 21.867, -84.950) |
| 21°50′N 85°0′O / 21.833, -85.000  | Mar Caribe               | |
| 15°59′N 85°0′O / 15.983, -85.000  | Honduras                 | |
| 14°43′N 85°0′O / 14.717, -85.000  | Nicaragua                | Pasando a través del Lago Nicaragua |
| 10°58′N 85°0′O / 10.967, -85.000  | Costa Rica               | |
| 9°44′N 85°0′O / 9.733, -85.000    | Océano Pacífico          | |
| 60°0′S 85°0′O / -60.000, -85.000  | Océano Antártico         | |
| 73°25′S 85°0′O / -73.417, -85.000 | Antártida                | Territorio reclamado por Chile (Provincia Antártica Chilena) |